# Teucrium afrum
Espèce
Teucrium afrum est une espèce de plantes à fleurs de la famille des Lamiaceae.

## Liste des sous-espèces et variétés
Selon Catalogue of Life (19 juillet 2015) :
- sous-espèce Teucrium afrum subsp. afrum
- sous-espèce Teucrium afrum subsp. rhiphaeum (Font Quer & Pau) Castrov. & Bayon
- sous-espèce Teucrium afrum subsp. rubriflorum (Font Quer & Pau) Castrov. & Bayon

Selon The Plant List (19 juillet 2015) :
- sous-espèce Teucrium afrum subsp. rhiphaeum (Font Quer & Pau) Castrov. & Bayon
- sous-espèce Teucrium afrum subsp. rubriflorum (Font Quer & Pau) Castrov. & Bayon

Selon Tropicos (19 juillet 2015) (Attention liste brute contenant possiblement des synonymes) :
- sous-espèce Teucrium afrum subsp. afrum
- sous-espèce Teucrium afrum subsp. rhiphaeum (Font Quer & Pau) Castrov. & Bayon
- sous-espèce Teucrium afrum subsp. rubriflorum (Font Quer & Pau) Castrov. & Bayon
- variété Teucrium afrum var. rubriflorum Font Quer & Pau